# Saint-Ouen (Loir-et-Cher)
Saint-Ouen – miejscowość i gmina we Francji, w Regionie Centralnym, w departamencie Loir-et-Cher.
Według danych na rok 1990 gminę zamieszkiwało 2958 osób, a gęstość zaludnienia wynosiła 262 osoby/km² (wśród 1842 gmin Regionu Centralnego Saint-Ouen plasuje się na 116. miejscu pod względem liczby ludności, natomiast pod względem powierzchni na miejscu 1080.).